# Les Vieux Fourneaux (film)
Cet article concerne le film. Pour la bande dessinée, voir Les Vieux Fourneaux.
Série
Les Vieux Fourneaux 2 : Bons pour l'asile
(2022)
Pour plus de détails, voir Fiche technique et Distribution.
Les Vieux Fourneaux est une comédie française coécrite et réalisée par Christophe Duthuron, sortie en 2018. Il s'agit de l’adaptation de la bande dessinée franco-belge éponyme de Wilfrid Lupano et Paul Cauuet (2014).
La suite, intitulée Les Vieux Fourneaux 2 : Bons pour l'asile, est sortie en 2022.

## Synopsis
Antoine, Émile et Pierrot, trois amis d'enfance approchant des 80 ans, se retrouvent à l'occasion des obsèques de Lucette, la femme d'Antoine. Mais les retrouvailles sont de courte durée : Antoine trouve par hasard une lettre qui lui fait perdre la tête. Sans fournir d'explications, il part depuis le Tarn jusqu'à la Toscane avec son fusil. Pierre, Émile et Sophie, la petite-fille d'Antoine, se lancent à sa poursuite afin de l'empêcher de faire une folie après cinquante ans de silence.

## Fiche technique
Sauf indication contraire, les informations mentionnées dans cette section peuvent être confirmées par les bases de données cinématographiques IMDb, Allociné et Unifrance,  présentes dans la section « Liens externes ».
- Titre original : Les Vieux Fourneaux
- Titre international : Tricky Old Dogs
- Réalisation : Christophe Duthuron
- Scénario : Christophe Duthuron[1] et Wilfrid Lupano, d'après la bande dessinée franco-belge homonyme de Wilfrid Lupano et Paul Cauuet (2014)
- Décors : Sébastien Birchler
- Costumes : Adélaïde Gosselin
- Photographie : Laurent Machuel
- Son : Antoine Deflandre, Olivier Dô Hûu et Vincent Montrobert
- Montage : Jeanne Kef
- Musique : Christophe Duthuron et Yannick Hugnet
- Production : Clément Miserez, Sophie Tepper et Matthieu Warter
- Sociétés de production : Radar Films et Égérie Productions, en coproduction avec France 3 Cinéma, Gaumont et Dargaud Média, avec la participation de Canal+, Ciné+, France Télévisions et Entourage Pictures, en association avec la SOFICA Cinécap 1
- Société de distribution : Gaumont Distribution (France) ; Athena Films (Belgique), JMH Distributions SA (Suisse romande)
- Pays de production :  France
- Langue originale : français
- Format : couleur
- Genre : comédie
- Durée : 89 minutes
- Dates de sortie :
  - Belgique, France, Suisse romande : 22 août 2018[2]

## Distribution
Sauf indication contraire, les informations mentionnées dans cette section peuvent être confirmées par les bases de données cinématographiques IMDb, Allociné et Unifrance,  présentes dans la section « Liens externes ».
- Pierre Richard : Pierrot
- Roland Giraud : Antoine Perron
- Eddy Mitchell : Émile, dit « Mimile »
- Alice Pol : Sophie, la petite-fille d'Antoine / Lucette (jeune), la femme d'Antoine
- Henri Guybet : Armand Garan-Servier
- Méliane Marcaggi : Marie-Amélie, la petite-fille de Garan-Servier
- Myriam Boyer : Berthe Goitreux, dit « Pouleboche »
- Rebecca Azan : Capucine, l'infirmière de Garan-Servier
- Norbert Serres : Père Pichardier
- Tito El Frances : Michel Picharbier
- Martine Costes-Souyris : Janine
- Alain Dumas : Alexandre
- Corentin Candela : Émile jeune
- Mona Caroff : Berthe jeune
- Léo Rousselet : Pierrot jeune

## Production

### Développement et genèse
En juin 2015, Wilfrid Lupano annonce qu'il rédige un scénario en vue de l'adaptation cinématographique de la bande dessinée franco-belge Les Vieux Fourneaux.

### Attribution des rôles
Début septembre 2017, Dargaud révèle la présence de Pierre Richard, Roland Giraud, Eddy Mitchell et Alice Pol dans le générique du film.

### Tournage
Christophe Duthuron et l'équipe du tournage débutent leurs prises de vues le 19 septembre 2017 en Occitanie, précisément à Auterive dans le Gers, à Villemur-sur-Tarn et à Labarthe-sur-Lèze toutes les deux en Haute-Garonne et en octobre à Nézignan-l'Évêque dans l'Hérault, jusqu’au 3 novembre 2017.

## Accueil

### Accueil critique
En France, le site Allociné propose une moyenne de 3/5 à partir de l'interprétation des critiques de presse recensées.

### Sortie et box-office
Les Vieux Fourneaux sort le 22 août 2018 en Belgique et en France. Pour sa première semaine à l'affiche, le film fait un honnête démarrage avec 337 139 entrées et une troisième place au box-office français. En sept semaines d'exploitation, le film dépasse les 930 000 entrées(939 040 entrées). Le film est considéré comme rentable puisqu'il a rapporté six millions d'euros pour un budget de 5,8 millions d'euros, soit un taux de rentabilité de 39 %.